# 이인혁 (교수)
이인혁은 조지아 대학교의 교수이다.

## 학력
- 1996 순천대학교 농업교육과 학사
- 2000 조지아 대학교 박사